# Urubamba (flod)

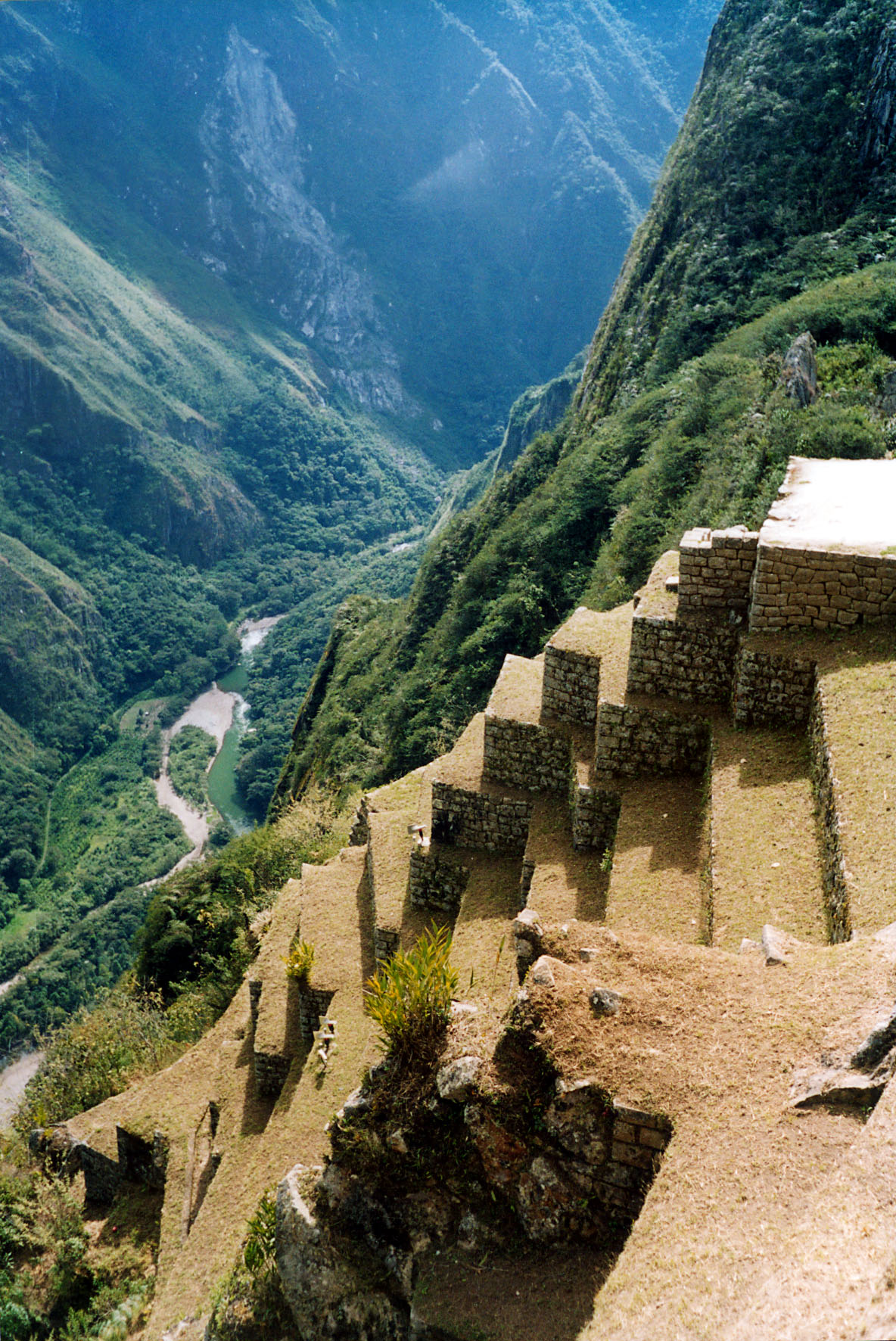
Urubambafloden passerar Machu Picchu

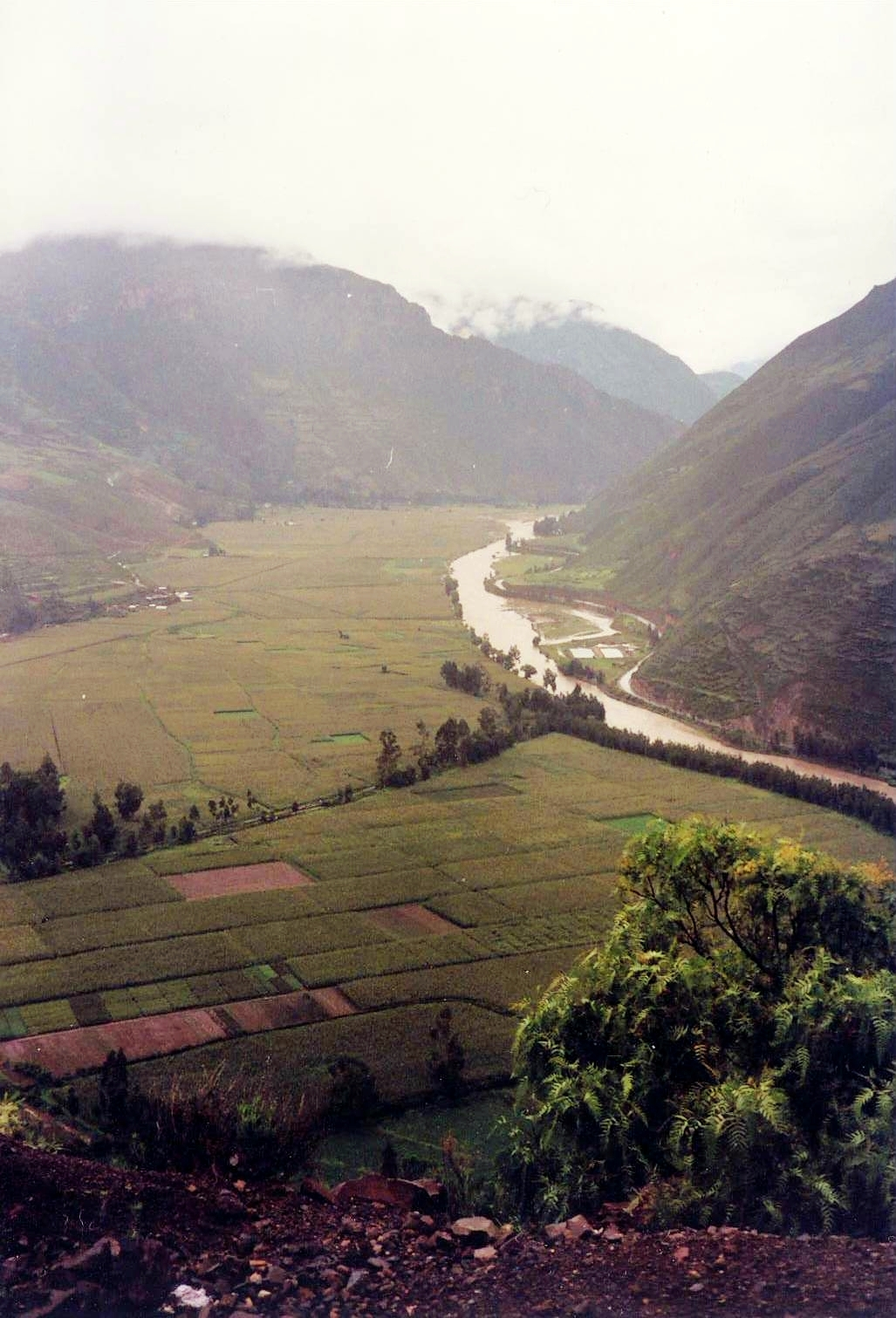
Rio Urubamba

Urubamba (spanska: río Urubamba eller Urupanpa) är en flod i Peru som rinner upp i Anderna, sydost om Cusco och nära gränsen emot Puno. Där kallas floden Vilcanota, ett namn som den sedan behåller genom större delen av departementet Cusco. Den rinner nord-nord-väst i 724 km och rinner sedan samman med floden Apurimac (där med namnet Tambo) och bildar sedan Ucayalifloden, ett av Amazonflodens tillflöden.
Det är då den rinner förbi Urubamba som den byter namn till Urubambafloden.
Vid passagen förbi Ollantaytambo blir Urubambafloden trängre och djupare. Det är det område där flodens vattengång sjunker snabbast (Cañón de Torontoy), och det är också där man till sist på bergstopparna kan skymta resterna av Inkafolkets berömda Machu Picchu. Från Machu Picchu kan man se floden flyta förbi vid foten av bergssidan, 600 meter nedanför. Flera ruiner från Inkatiden finns längs dalgången.
Efter att ha passerat detta bergiga område vidgar sig dalgången och bildar den bördiga dalgången mellan Quillabamba och La Convención innan den flyter genom de sista låga bergskedjorna vid Pongo de Mainique och in i Amazonas.
Pongo de Mainique, en ökänd canyon där flodens farligaste passage finns, delar in Urubambaflodens flöde i en övre och en nedre del. Det övre området med Urubamba, Ollantaytambo och andra byar är tätt befolkat och har utvecklad konstbevattning.
Det nedre området som floden sedan flyter igenom är ganska outvecklat och uppvisar en betydande infödd befolkning som består av folk ur Campastammarna, främst Machiguenga (Matsigenka) och Ashaninka. Ekonomin baseras på skogen och det närbelägna gasprojektet Camisea Gas Project. Den huvudsakliga bosättningen i området finns i staden Sepahua.

## Modernt turistmål
Urubambaflodens turbulenta flöde genom Urubambadalen eller El Valle Sagrado de los Incas (Inkaindianernas heliga dal) utnyttjas för kanotisternas forsränning och har blivit ett populärt turistmål.